# Аймерик дьо Беланоа
Аймерик/Емерик дьо Беланоа или дьо Беланюa (Aimeric de Belenoi, de Belenuei или de Belenuoi), или също Аймери дьо Беланве или Аймерик дьо Бел (Aimeri de Belenvei, Aimerics de Bel) и други варианти, като Аймери дьо Бовоар (Aimeri de Beauvoir), Аймери дьо Беланюа (Aimeri de Belenoi), Аймерик дьо бел аню (Aymeric de bell enuech) или Наймерик дьо бел аноа (Naimerics de bel enoi) и др., е френски трубадур и шут от Гаскония, документиран от 1215 до 1242 г.

## Биография
Най-малко петнадесет от неговите песни са оцелели, докато други седем му се приписват в някои средновековни ръкописи. С латинското име Namericus de Belnui се споменава в трактата De vulgari eloquentia, въпреки че Данте Алигиери погрешно го поставя сред испанците.
Родното му място е замъкът Леспара в Бордо (Metropolis civitas Burdigalensium, днешен Жиронд). Той е в отношения с друг трубадур, чичо му Пейре дьо Корбиак. Биографията му ни казва, че е бил духовник и по-късно шут, преди да започне да „измисля добри песни, които са красиви и очарователни“. Изглежда, че е бил феодален владетел на Беланоа – неизвестно място.
Основната тема на песните му е дама на име Жантий дьо Рийо (Gentilis de Gienciaco) – гасконка от Жансак Сен Жулиен и съпруга на Раймон дьо Бенк. Неговият биограф припомня, че той остава в Гаскония дълго време заради нея, преди най-накрая да замине за Княжество Каталония, където умира през 1242 г. в двора на Фернандо III Кастилски, известен като „Светецът“.
Поезията на Аймерик прави препратки към събития в Тулуза, Прованс и Италия, което предполага, че той пътува много. Той е в двора на Есте във Ферара през 1210-1220 г., където вероятно има контакт с Аймерик дьо Пегиян, Алберте дьо Сестаро, Гийом Ожие Новела и Пейрол. Вероятно се запознава с Пейре Карденал.
Често пребивава при членове на Савойската династия в техните замъци в Шамбери, Бурже и в Евиан, Шийон и Мудон. Аймерик е особено ценен от Маргарита Женевска, съпруга на граф Томас I Савойски, на която посвещава своя поезия.
Аймерик пристига в Кастилия, преди да тръгне на последното си пътуване до Каталония. Последната му работа, която може да се датира, е Nulhs hom en res no falh – оплакване (planh) на граф Нуньо Санчес, починал през 1242 г. Този план е адресиран до графиня Беатрис, съпруга на Раймон Беренгер IV Провански, и до сенхер Н'Имо – нейният брат Аймон, син на Томас I Савойски. Въпреки че в шансониерите произведението често се приписва на Рамбо дьо Вакейрас, препратката към тази двойка и стилът благоприятстват приписването на Аймерик. Това е единственото останало произведение на Аймерик, което включва мелодия, макар че тази мелодия в единствения му ръкопис се приписва (заедно с текста) на Пейрол.
Стиховете му са събрани за първи път от Мария Думитреску като Poésies du troubadour Aimeric de Belenoi и са публикувани в Париж през 1935 г. В своята критична екзегеза учената определя творчеството му като „банално“, но през Ранното средновековие то се радва (с разнообразната си смесица от морални, религиозни и любовни теми) на широка популярност, особено в Италия.

## Творби
Аймерик пише много творби:

### Descort
- S'a midons plazia

### Cansos
- Aissi quo'l pres que sien cuja fugir[10]
- Ara'm destrenh Amors[11]
- Selh que promet a son coral amic
- Domna, flor (религиозна песен)
- Ja non creirai q'afanz ni cossirers[12]
- Wonderful me cum pot hom apelhar[13]
- No'm laissa ni'm vol retener
- Nulhs hom no pot complir adrechamen
- Per Crist s'ieu crezes Amor
- Pos Dieus nos a restaurat
- Pus de Joy mou и de Plazer
- Puois lo gais temps de pascor[14]
- Can mi perpens ni m'arbire[15] (религиозна песен)

### Canso de crossada
- Consiros, cum partitz d'amor

### Planh
- Ailas per que viu lonjamen ni dura
- Aissi cum hom pros afortitz
- A'l first pres de'ls breus jorns braus[16]

### Sirventes
- Anc, puois qe giois ni canc
- Tant es d'Amor honratz sos senhoratges

### Tenso
- Aimeric, cill que·us fa aman languish[17]

### Творби, оспорвани от други трубадури
- Aissi cum cel c'am' e non es amaz[18] (кансу от Арно дьо Марой)
- Aissi quon hom que senher ochaizona[19] (кансу от Берангие дьо Палазол)
- Era m'agr' ops que m'aizis (кансу на Раймон дьо Миравал)
- Ara nos sia guitz[20] (canso de crossada на Госелм Фади)
- En greu pantais m'a tengut longamen[21] (кансу на Аймерик дьо Пегиян)
- Fins e leials e senes tot engan[22] (Аймерик дьо Сарла)
- Mas comiat ai de far chanso (кансу от Елиас дьо Баржол)
- Mout es greus mals de qu'om no s'auza planher[23] (кансу от Алберте дьо Систеро)
- Nulhs hom en re no falh (кансу от Рамбо дьо Вакейрас)